# 그로스 몬 국립공원

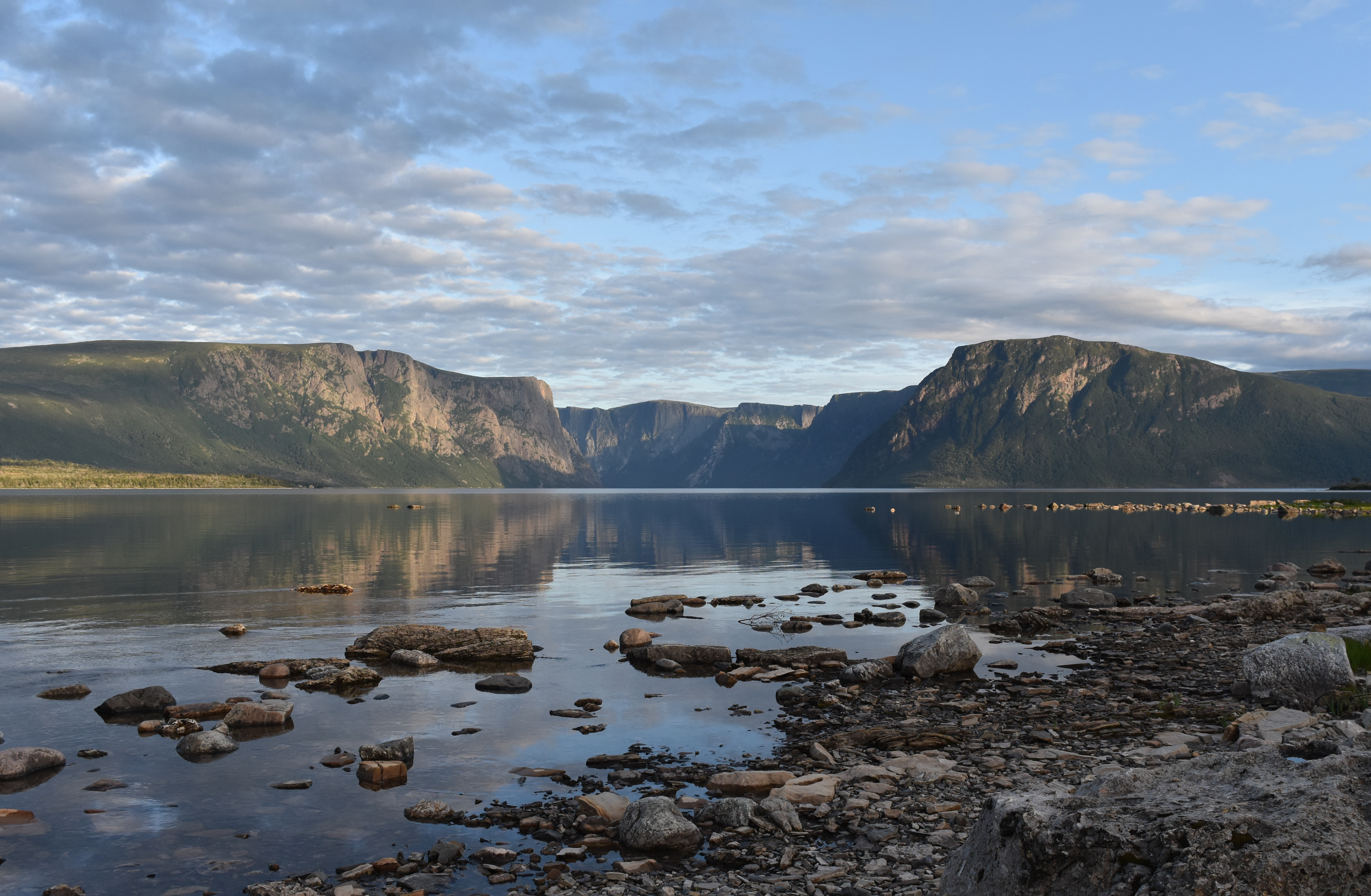

그로스 몬 국립공원(Gros Morne National Park)은 뉴펀들랜드 서해안에 위치한 캐나다의 국립공원이자 세계유산이다. 면적이 1,805km2(697평방마일)에 달하는 이곳은 면적이 9,700km2(3,700평방마일)인 톤가트 산맥 국립공원에 이어 캐나다 대서양에서 두 번째로 큰 국립공원이다.
이 공원의 이름은 공원 내에 위치한 뉴펀들랜드에서 두 번째로 높은 산봉우리(806m 또는 2,644피트)에서 따왔다. 프랑스어로 '홀로 서있는 큰 산', 더 문자적으로는 '크고 침울한'이라는 뜻이다. 그로스 몬은 애팔래치아 산맥의 외곽 산맥인 롱 레인지 산맥(Long Range Mountains)에 속하며, 섬의 서해안을 따라 뻗어 있다. 이는 12억년 전에 형성된 산맥의 침식된 잔해이다. 1987년에 이 공원은 "이 공원은 심해 지각과 지구 맨틀의 암석이 노출되어 있는 대륙 이동 과정의 보기 드문 사례를 제공한다"는 이유로 유네스코로부터 세계유산으로 지정되었다.
그로스 몬 국립공원 보호구역은 1973년에 지정되었으며, 2005년 10월 1일에 국립공원으로 지정되었다.
이 공원은 2011년 국립공원 프로젝트(National Parks Project)에서 단편영화의 주제가 되었다.